# Roman Heart
Roman Heart là một diễn viên phim khiêu dâm người Hoa Kỳ. Anh là một người đồng tính luyến ái, tham gia đóng nhiều bộ phim kích dâm đồng tính nam giới.

## Sự nghiệp và cuộc sống
Roman Heart bắt đầu tham gia đóng phim khiêu dâm từ khi 18 tuổi cho hãng Studio 2000. Sau đó, anh ký hợp đồng với hãng giải trí Falcon, một hãng lớn chuyên sản xuất phim về khiêu dâm đồng tính nam giới.
Roman Heart khá thành công khi tham gia đóng những bộ phim này nhờ thể hình lực lưỡng và một vẻ đẹp trai ấn tượng. Anh thường vào vai người nhận dương vật qua đường hậu môn và miệng. Diễn xuất của anh thường đầy nóng bỏng và thèm khát, vì vậy anh được đánh giá rất cao đặc biệt qua bộ phim sex bom tấn "Cross Country" cũng của hãng Falcon. Gần đây nhất, anh đoạt giải Chàng trai triển vọng vào năm 2005.
Hiện anh đang sống với bạn trai Benjamin Bradley tại Los Angeles.